# Усть-Ілицьке сільське поселення
Усть-Іли́цьке сільське поселення (рос. Усть-Илычское сельское поселение) — муніципальне утворення у складі Троїцько-Печорського району Республіки Комі, Росія. Адміністративний центр — село Усть-Ілич.

## Населення
Населення — 450 осіб (2017, 620 у 2010, 878 у 2002, 1845 у 1989).

## Склад
До складу поселення входять такі населені пункти:
| Населений пункт     | Населення, осіб (1989) | Населення, осіб (2002) | Населення, осіб (2010) |
| ------------------- | ---------------------- | ---------------------- | ---------------------- |
| Мішкин-Йоль, селище | 342                    | 95                     | 15                     |
| Палью, селище       | 718                    | 289                    | 190                    |
| Усть-Ілич, село     | 785                    | 494                    | 415                    |